# Maria Cosway

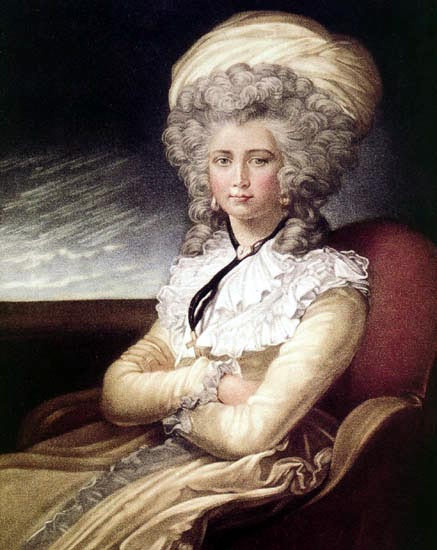
Maria Cosway, Selbstporträt, 1787

Maria Cosway (* 11. Juni 1760 als Maria Luisa Caterina Cecilia Hadfield in Florenz, Großherzogtum Toskana; † 5. Januar 1838 in Lodi, Königreich Lombardo-Venetien) war eine englisch-italienische Malerin, Radiererin und Pädagogin.

## Leben
Maria war eine Tochter des aus England gebürtigen Gastwirtes Charles Hadfield († 1776) und dessen Ehefrau Isabella,  geborene Pocock († 1809). Durch mehrere Gaststätten in Livorno war der Vater zu beachtlichem Wohlstand gelangt. In Florenz betrieb die Familie drei Hotels, in denen insbesondere britische Aristokraten auf ihrer Grand Tour abstiegen. Ein tragisches Unglück überschattete ihre Kindheit, als eine geisteskranke Kinderfrau vier ihrer Geschwister umbrachte. Zu den Geschwistern, die die Wahnsinnstat der Hausangestellten überlebten, zählte ihr Bruder George (1763–1826), später ein bedeutender US-amerikanischer Architekt.
Mit dem 4. Lebensjahr wurde sie zur Erziehung in einen katholischen Konvent gegeben. Dort zeigte Maria bereits bedeutende künstlerische Anlagen. Zu den Fähigkeiten, die sie erwarb, zählte neben Malerei und Gesang auch das Harfe- und Klavierspiel. Als 1776 ihr Vater starb, entstand das vorübergehende Verlangen, eine katholische Nonne zu werden. Doch blieb sie der Kunst zugewandt, indem sie sich von Violante Cerotti (1709–1783) und von Johann Zoffany, zeitweise auch von Pompeo Batoni in Rom, in der Malerei unterweisen ließ und in den Uffizien sowie im Palazzo Pitti die alten Meister kopierte. Ihre künstlerischen Ergebnisse waren dabei so überzeugend, dass sie 1778 in Florenz in die Academia del Disegno aufgenommen wurde.

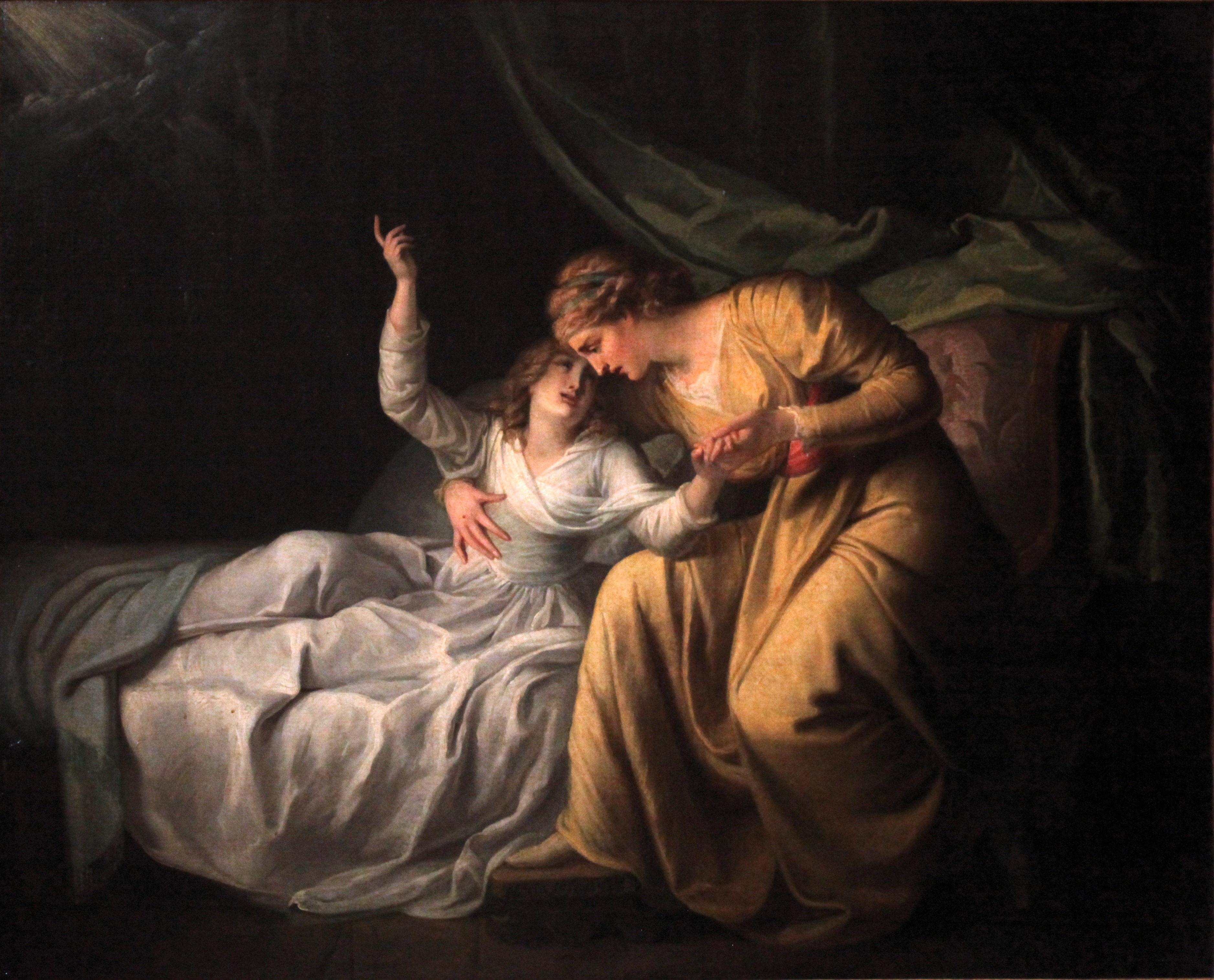
Der Tod der Miss Gardiner, 1789, Musée de la Révolution française

1779 zog sie mit ihrer Mutter und ihren Geschwistern nach London. Schon in Italien hatte sie Bekanntschaft mit der Malerin Angelika Kauffmann gemacht, die ihr in London half, sich in kunstinteressierten Zirkeln der Gesellschaft einzufinden und Gemälde auf Ausstellungen der Royal Academy of Arts zu präsentieren. Am 18. Januar 1781 heiratete Maria den gefeierten britischen Miniaturmaler Richard Cosway (1742–1821), den sie im Hause des Kunstsammlers Charles Townley (1737–1805) kennengelernt hatte. Die von Alter und Lebensstil ungleichen Ehepartner – ihr Gemahl war etwa zwei Dekaden älter, galt als klein, hässlich und eitel und wurde im Alter immer absonderlicher – führten mehr oder weniger eine bloß formale Standesehe, aus der die früh verstorbene Tochter Louisa Paolina Angelica (1790–1796) hervorging.
Als Malerin gelang es Maria Cosway, eigenständig künstlerisches Ansehen zu erwerben. Hierzu trugen Porträtaufträge britischer Aristokratinnen ebenso bei wie die Gemälde, die sie zwischen 1781 und 1801 in der Royal Academy ausstellte. 1784 bezogen Maria und ihr Gemahl das Schomberg House an der Pall Mall, wo das Ehepaar als Gastgeber einer illustren und multikulturellen Gesellschaft auftrat. Ihre Gabe, Feste mit ansprechenden musikalischen und literarischen Darbietungen zu organisieren, trug ihr die Zuschreibung „The Goddess of Pall-Mall“ ein. Als Diener kam 1784 der spätere Schriftsteller Quobna Ottobah Cugoano in ihr Haus.
1786 wurde Maria durch den Maler John Trumbull mit Thomas Jefferson bekannt gemacht, damals US-Botschafter in Paris. Zwischen beiden entstand eine enge romantische Freundschaft, auch getragen durch gemeinsame Interessen für Kunst, Architektur und die Schönheiten zusammen bereister Landschaften. Als beide getrennte Wege gingen, setzten sie ihre Beziehung bis zu Jeffersons Tod im Jahr 1826 durch schriftliche Korrespondenz fort. 1995 rezipierte der Regisseur James Ivory ihre Freundschaft in dem Filmdrama Jefferson in Paris. In dem Streifen wurde Maria Cosway durch die Schauspielerin Greta Scacchi verkörpert.
Ab 1801 lebte Maria Cosway dauerhaft in Paris. Dort kopierte sie im Louvre alte Meister und stellte daraus Radierungen her. Als in dieser Zeit ihr Freund Jacques-Louis David das Gemälde Bonaparte beim Überschreiten der Alpen am Großen Sankt Bernhard schuf, begegnete sie Napoleon Bonaparte. Mit dessen Onkel Joseph Fesch freundete sie sich an. Dieser überzeugte sie, von 1803 bis 1809 die Leitung von Töchterschulen in Paris und Lyon zu übernehmen. 1811/12 übernahm sie auf Bitten von Francesco Melzi d’Eril, des Herzogs von Lodi, die Leitung des Collegio delle Grazie di Maria SS. Bambina, auch Collegio delle Dame Inglesi, einer Töchterschule in Lodi. Diese Funktion, für die sie Franz I. von Österreich 1834 zur Baronesse erhob, übte sie mit einer Unterbrechung in den Jahren 1817 bis 1821, in der sie zur Pflege ihres kranken Gatten wieder in London weilte, bis zu ihrem Tod aus.
Ihre Grabstätte fand Maria Cosway in der Chiesa di Santa Maria delle Grazie in Lodi.